# Iridopsis chalcea
Iridopsis chalcea là một loài bướm đêm trong họ Geometridae.